# Plantago almogravensis
Plantago almogravensis är en grobladsväxtart som beskrevs av João Manuel Antonio do Amaral Franco. Plantago almogravensis ingår i släktet kämpar, och familjen grobladsväxter. Inga underarter finns listade i Catalogue of Life.